# Oligonychus anneke
Oligonychus anneke är en spindeldjursart som beskrevs av Baker och Pritchard 1962. Oligonychus anneke ingår i släktet Oligonychus och familjen Tetranychidae. Inga underarter finns listade i Catalogue of Life.